# بتك (مقاطعة دهلران)
بتك (بالفارسية: پتک) هي قرية تقع في قسم نهرعنبر الريفي (مقاطعة دهلران) في إيران. يقدر عدد سكانها بـ 537 نسمة بحسب إحصاء 2016.